# Internationale Plansprache
Eine Internationale Plansprache (englisch international auxiliary language, manchmal als IAL oder auxlang abgekürzt) ist eine Sprache, die zur Kommunikation zwischen Menschen aller Nationen dient, die keine gemeinsame Muttersprache haben. Eine Plansprache ist in erster Linie eine Fremdsprache und oft eine konstruierte Sprache. Das Konzept ist verwandt mit der Idee einer Lingua franca (oder dominanten Sprache), die Menschen zur Kommunikation verwenden müssen. Das Studium internationaler Plansprachen heißt Interlinguistik.
Der Begriff „Plansprache“ (Hilfssprache) bedeutet, dass sie als zusätzliche Sprache für die Kommunikation zwischen den Menschen auf der Welt gedacht ist und nicht als Ersatz für ihre Muttersprachen. Oft wird der Begriff speziell für geplante oder konstruierte Sprachen verwendet, die die internationale Kommunikation erleichtern sollen wie Esperanto, Ido und Interlingua. Normalerweise werden Wörter aus weit verbreiteten Sprachen verwendet. Sie kann sich jedoch auch auf das Konzept einer solchen Sprache beziehen, die durch internationalen Konsens bestimmt wird, einschließlich sogar einer standardisierten natürlichen Sprache (z. B. Internationales Englisch), und wird auch mit dem Projekt der Konstruktion einer Universalsprache in Verbindung gebracht.
Über Jahrhunderte hinweg haben die Sprachen dominanter Gesellschaften als Lingua Franca gedient, die manchmal beinahe internationales Niveau erreicht haben. In der Vergangenheit wurden Latein, Griechisch, Sanskrit, Persisch, Tamil und die mediterrane Lingua Franca verwendet. In jüngster Zeit werden Hocharabisch, Hochchinesisch, Englisch, Französisch, Deutsch, Italienisch, Portugiesisch, Russisch und Spanisch in vielen Teilen der Welt als solche verwendet. Da Lingua Francas traditionell mit eben jener Dominanz – kultureller, politischer und wirtschaftlicher – in Verbindung gebracht werden, die sie populär gemacht hat, stoßen sie häufig auch auf Widerstand. Aus diesem und anderen Gründen haben sich manche der Idee zugewandt, eine konstruierte Sprache in Form einer „Plansprache“ als mögliche Lösung zu fördern, wie beispielsweise Esperanto.

## Geschichte
Der Gebrauch einer vermittelnden Hilfssprache (auch „Arbeitssprache“, „Brückensprache“, „Vehikelsprache“ oder „Vereinssprache“ genannt) zur Ermöglichung der Kommunikation zwischen Menschen, deren Muttersprache nicht dieselbe ist, insbesondere wenn es sich dabei um eine dritte Sprache handelt, die sich von beiden Muttersprachen unterscheidet, ist möglicherweise fast so alt wie die Sprache selbst. Auf jeden Fall hat es sie seit der Antike gegeben. Latein und Griechisch (oder Koine-Griechisch) waren die vermittelnden Sprachen aller Gebiete des Mittelmeerraums; Akkadisch und dann Aramäisch blieben über mehrere frühere Reiche hinweg die gemeinsamen Sprachen großer Teile Vorderasiens. Solche natürlichen Sprachen zur Kommunikation zwischen Menschen, die nicht dieselbe Muttersprache haben, heißen Lingua francas.

### Lingua francas(natürliche internationale Sprachen)
Lingua francas (Verkehrssprache) sind im Laufe der Menschheitsgeschichte überall auf der Welt entstanden, manchmal aus kommerziellen Gründen (sogenannte „Handelssprachen“), aber auch aus diplomatischen und administrativen Gründen und als Mittel zum Informationsaustausch zwischen Wissenschaftlern und anderen Gelehrten verschiedener Nationalitäten. Der Begriff stammt von einer solchen Sprache, der Mittelmeer-Lingua Franca, einer Pidgin-Sprache, die vom 11. bis zum 19. Jahrhundert im Mittelmeerraum als Handelssprache verwendet wurde. Beispiele für Lingua francas gibt es nach wie vor zahlreich und auf allen Kontinenten. Das offensichtlichste Beispiel im frühen 21. Jahrhundert ist Englisch. Ein weiterer Sonderfall des Englischen ist das Basic English, eine vereinfachte Version des Englischen mit derselben Grammatik (wenn auch vereinfacht) und einem reduzierten Wortschatz von nur 1.000 Wörtern, mit der jeder mit Grundkenntnissen des Englischen in der Lage sein soll, auch ziemlich komplexe Texte zu verstehen.

### Konstruierte Sprachen
Da alle natürlichen Sprachen eine Reihe von grammatikalischen Unregelmäßigkeiten aufweisen, die ihr Erlernen erschweren, und diese auch mit der nationalen und kulturellen Dominanz der Nation verbunden sind, deren Muttersprache sie ist, rückte die Idee, als mögliche Lösung eine künstliche oder konstruierte Sprache zu schaffen, in den Mittelpunkt der Aufmerksamkeit. Das Konzept, eine bestehende Sprache zu vereinfachen, um sie zu einer Plansprache zu machen, wurde bereits in der Encyclopédie des 18. Jahrhunderts erwähnt, wo Joachim Faiguet de Villeneuve in dem Artikel über Langue einen kurzen Vorschlag für eine „lakonische“ oder regularisierte Grammatik des Französischen verfasste.
Einige der Philosophischen Sprachen des 17.–18. Jahrhunderts könnten als Proto-Plansprachen betrachtet werden, da ihre Schöpfer sie als Brücken zwischen Menschen unterschiedlicher Sprachen und zur Disambiguierung und Klärung von Gedanken konzipierten. Soweit sich aus den überlieferten Veröffentlichungen darüber erkennen lässt, waren die meisten oder alle dieser Sprachen jedoch zu unvollständig und unfertig, um als Plansprachen (oder für andere praktische Zwecke) zu dienen. Die ersten vollständig entwickelten Plansprachen, die wir kennen, sowie die ersten Plansprachen, die primär als Hilfssprachen entwickelt wurden, entstanden im 19. Jahrhundert. Solresol von François Sudre, eine auf Musiknoten basierende Sprache, erlangte als erste breite Aufmerksamkeit, obwohl sie offenbar nicht fließend gesprochen wurde.

#### Volapük
Im 19. Jahrhundert wurde eine verwirrende Vielfalt solcher konstruierten internationalen Plansprachen (IALs) vorgeschlagen. Louis Couturat und Léopold Leau überprüften in Histoire de la langue universelle (1903) 38 Projekte.
Volapük wurde erstmals 1879 von Johann Martin Schleyer in einem Artikel und im darauf folgenden Jahr in Buchform beschrieben. Es war das erste, das eine große internationale Sprechergemeinschaft erreichte. Drei große Volapük-Kongresse wurden abgehalten, 1884, 1887 und 1889; der letzte von ihnen verwendete Volapük als Arbeitssprache. André Cherpillod schreibt über den dritten Volapük-Kongress:
„In August 1889 the third convention was held in Paris. About two hundred people from many countries attended. And, unlike in the first two conventions, people spoke only Volapük. For the first time in the history of mankind, sixteen years before the Boulogne convention (World Congress of Esperanto), an international convention spoke an international language.“
Allerdings kam es schon bald darauf zu einer Zersplitterung der Volapük-Sprechergemeinschaft. Der Grund dafür waren verschiedene Faktoren, unter anderem Kontroversen zwischen Schleyer und anderen prominenten Volapük-Sprechern sowie das Aufkommen neuerer, leichter zu erlernenden Plansprachen, vor allem Esperanto.

#### Idiom Neutral und Latino Sine Flexione
Als Reaktion auf die Bedürfnisse der ersten erfolgreichen Gemeinschaft künstlicher Sprachen gründeten die Volapükisten auf dem zweiten Volapük-Kongress in München im August 1887 ein Regulierungsorgan für ihre Sprache unter dem Namen International Volapük Academy (Kadem bevünetik volapüka). Die Akademie wurde eingerichtet, um die Plansprache Volapük zu bewahren und zu vervollkommnen. Schon bald kam es jedoch zu Konflikten zwischen konservativen Volapükisten und jenen, die Volapük reformieren wollten, um es zu einer naturalistischeren Sprache zu machen, die auf der Grammatik und dem Wortschatz der wichtigsten Weltsprachen basierte. Im Jahr 1890 verließ Schleyer selbst die ursprüngliche Akademie und gründete aus ihm vollkommen loyalen Leuten eine neue Volapük-Akademie gleichen Namens, die bis heute besteht.
Unter Waldemar Rosenberger, der 1892 Direktor wurde, begann die ursprüngliche Akademie, die Grammatik und den Wortschatz des Volapük erheblich zu verändern. Der Wortschatz und die grammatikalischen Formen, die den Westeuropäern unbekannt waren, wurden vollständig verworfen, so dass die Veränderungen tatsächlich zur Schaffung einer neuen Sprache führten, die den Namen „Idiom Neutral“ erhielt. Der Name der Akademie wurde 1898 in Akademi Internasional de Lingu Universal geändert und die Rundschreiben der Akademie wurden ab diesem Jahr in der neuen Sprache verfasst.
Im Jahr 1903 veröffentlichte der Mathematiker Giuseppe Peano seinen völlig neuen Ansatz zum Sprachaufbau. Inspiriert von den Ideen des Philosophen Gottfried Wilhelm Leibniz entschied er sich, statt schematische Strukturen und eine apriorische Sprache zu erfinden, für die Vereinfachung einer bestehenden und einst weit verbreiteten internationalen Sprache: Latein. Dieses vereinfachte Latein ohne Beugungen und Deklinationen wurde von Peano Interlingua genannt, wird aber normalerweise als „Latino sine flexione“ bezeichnet.
Beeindruckt von Peanos Interlingua entschied sich die Akademi Internasional de Lingu Universal 1908, Idiom Neutral zugunsten von Peanos Interlingua aufzugeben, und wählte Peano zu ihrem Direktor. Der Name der Gruppe wurde später in Academia pro Interlingua geändert (wobei Interlingua für Peanos Sprache steht). Die Academia pro Interlingua bestand bis etwa 1939. Peanos Interlingua war teilweise die Inspiration für das bekanntere Interlingua, das 1951 von der International Auxiliary Language Association (IALA) vorgestellt wurde.

#### Esperanto
Nach dem Aufkommen von Volapük wurden in den 1880er-1900er Jahren zahlreiche andere Hilfssprachen erdacht und vorgeschlagen, aber außer Esperanto konnte keine eine nennenswerte Sprechergemeinschaft aufbauen. Esperanto wurde zwischen 1873 und 1887 entwickelt (eine erste Version war 1878 fertig) und schließlich 1887 von L. L. Zamenhof veröffentlicht. Es war eine vorwiegend schematische Sprache; die Wortstämme sind aus romanischen, westgermanischen und slawischen Sprachen entlehnt. Der Schlüssel zum relativen Erfolg von Esperanto war wahrscheinlich das hochproduktive und elastische System der Wortbildung, das es den Sprechern ermöglichte, durch das Lernen einer einzigen Wortwurzel Hunderte anderer Wörter abzuleiten. Außerdem ist Esperanto schneller zu lernen als andere Sprachen, normalerweise in einem Drittel bis einem Fünftel der Zeit. Schon früh schufen Esperantisten ihre eigene Kultur, die zur Bildung der Esperanto-Sprachgemeinschaft beitrug.
Innerhalb weniger Jahre gab es Tausende von Menschen, die diese Sprache fließend sprachen, vor allem in Osteuropa. 1905 fand in Boulogne-sur-Mer der erste Weltkongress statt. Seitdem wurden jedes Jahr Weltkongresse in verschiedenen Ländern abgehalten, mit Ausnahme der beiden Weltkriege. Esperanto wurde zur „unglaublichsten erfundenen Sprache aller Zeiten“ und zur am weitesten verbreiteten konstruierten internationalen Plansprache. Esperanto gehört wahrscheinlich zu den fünfzig international am häufigsten verwendeten Sprachen.
Im Jahr 1922 scheiterte ein Vorschlag des Iran und mehrerer anderer Völkerbundsländer, Esperanto in den Schulen der Mitgliedsstaaten zu unterrichten. Esperantosprecher wurden unter Stalins Regime verfolgt. In Deutschland unter Hitler, in Spanien unter Franco für etwa ein Jahrzehnt, in Portugal unter Salazar, in Rumänien unter Ceaușescu und in einem halben Dutzend osteuropäischer Länder waren Ende der vierziger und teilweise in den fünfziger Jahren Esperanto-Aktivitäten und die Gründung von Esperanto-Vereinen verboten. Trotz dieser Faktoren lernten weiterhin mehr Menschen Esperanto und in der Zeit zwischen und nach den Weltkriegen erschienen bedeutende literarische Werke (sowohl Gedichte als auch Romane) in Esperanto. Heute wird Esperanto in immer mehr Ländern gesprochen und hat mehrere Generationen von Muttersprachlern, obwohl es in erster Linie als Zweitsprache verwendet wird. Von den verschiedenen Plansprachenprojekten ist Esperanto bislang dem Ziel, eine offiziell anerkannte internationale Hilfssprache zu werden, am nächsten gekommen; in China werden täglich Nachrichten auf Esperanto veröffentlicht.

#### Ido und die Esperantidos
Die Delegation for the Adoption of an International Auxiliary Language wurde im Jahr 1900 von Louis Couturat und anderen gegründet ; sie versuchte, die Internationale Assoziation der Akademien dazu zu bewegen, sich mit der Frage einer internationalen Hilfssprache zu befassen, die bestehenden zu studieren und eine auszuwählen oder eine neue zu entwickeln. Als die Meta-Akademie dies jedoch ablehnte, beschloss die Delegation, die Aufgabe selbst zu übernehmen. Unter Esperanto-Sprechern herrschte allgemein der Eindruck, die Delegation würde sich natürlich für Esperanto entscheiden, da es damals die einzige Hilfssprache mit einer nennenswerten Sprechergemeinschaft war; viele Esperanto-Sprecher empfanden es als Verrat, als die Delegation im Jahr 1907 ihre eigene reformierte Version des Esperanto herausbrachte, Ido. Ido zog kurzfristig eine beträchtliche Zahl von Sprechern vom Esperanto ab, längerfristig kehrten die meisten von ihnen jedoch entweder zum Esperanto zurück oder wechselten zu anderen neuen Hilfssprachen. Neben Ido entstanden im Zuge paralleler Sprachprojekte zahlreiche vereinfachte Esperantos, sogenannte Esperantidos. Dennoch ist Ido bis heute eine der am weitesten verbreiteten Plansprachen.

#### Interlingue (westlich)
Edgar de Wahls westlicher Zwischensprache (Occidental) aus dem Jahr 1922 war eine Reaktion auf die wahrgenommene Künstlichkeit einiger früherer Plansprachen, vor allem Esperanto. Inspiriert von Idiom Neutral und Latino sine flexione, schuf de Wahl eine Sprache, deren Wörter, einschließlich zusammengesetzter Wörter, einen hohen Wiedererkennungswert für diejenigen hätten, die bereits eine romanische Sprache beherrschen. Dieses Gestaltungskriterium stand jedoch im Widerspruch zur Leichtigkeit, mit der man beim Sprechen spontan neue zusammengesetzte oder abgeleitete Wörter erfinden konnte. Occidental war von den 1920er bis in die 1950er Jahre am aktivsten und unterstützte in den 1930er Jahren etwa 80 Veröffentlichungen, war aber in den 1980er Jahren fast vollständig ausgestorben. Der Name wurde 1949 offiziell in Interlingue geändert. In jüngerer Zeit wurde Interlingue im Internet wiederbelebt.

#### Novial
Im Jahr 1928 gab Idos größter intellektueller Unterstützer, der dänische Linguist Otto Jespersen, Ido auf und veröffentlichte seine eigene Plansprache Novial. Sie war größtenteils von Idiom Neutral und Occidental inspiriert, versuchte sich jedoch an einem Ableitungsformalismus und Schematismus, den Esperanto und Ido anstrebten. Die Bekanntheit ihres Schöpfers trug zum Wachstum dieser Hilfssprache bei, doch Jespersen schlug 1934 eine Reform der Sprache vor und nicht lange danach trat Europa in den Zweiten Weltkrieg ein und ihr Schöpfer starb 1943, bevor in Europa wieder Frieden herrschte.

#### Interlingua
Die International Auxiliary Language Association (IALA) wurde 1924 von Alice Vanderbilt Morris gegründet; wie die frühere Delegation for the Adoption of an International Auxiliary Language bestand ihre Aufgabe darin, Sprachprobleme und die bestehenden Plansprachen sowie Vorschläge für Plansprachen zu untersuchen und einen Konsens zwischen den Befürwortern der verschiedenen Plansprachen auszuhandeln. Doch wie die Delegation beschloss sie schließlich, ihre eigene Plansprache zu schaffen. Interlingua, das 1951 veröffentlicht wurde, war hauptsächlich das Werk von Alexander Gode, obwohl er auf Vorarbeiten früherer IALA-Linguisten wie André Martinet aufbaute und sich auf Elemente aus früheren naturalistischen Hilfssprachenprojekten stützte, wie Peanos Interlingua (Latino sine flexione), Jespersens Novial, de Wahls Interlingue und Idiom Neutral der Akademie. Wie Interlingue wurde auch Interlingua so konzipiert, dass die Wörter für diejenigen, die bereits eine romanische Sprache oder eine Sprache wie Englisch mit einem großen Anteil aus den romanischen Sprachen entlehnter Vokabular beherrschen, auf Anhieb erkennbar sind. Um dieses Ziel zu erreichen, akzeptierte die IALA einen Grad an grammatikalischer und orthographischer Komplexität, der erheblich höher ist als bei Esperanto oder Interlingue, jedoch immer noch niedriger als bei jeder natürlichen Sprache.
Die Interlingua zugrunde liegende Theorie geht von einem internationalen Vokabular aus, einer großen Anzahl von Wörtern und Affixen, die in einer Vielzahl von Sprachen vorkommen. Dieses bereits vorhandene internationale Vokabular wurde durch gesellschaftliche Kräfte, Wissenschaft und Technologie in „alle Ecken der Welt“ geprägt. Das Ziel der International Auxiliary Language Association war es, jedes weithin internationale Wort, in welcher Sprache es auch immer vorkommt, in Interlingua aufzunehmen. Sie führte Studien durch, um „das allgemeinste internationale Vokabular zu ermitteln, das möglich ist“, und gleichzeitig die Einheit der Sprache zu wahren. Dieser wissenschaftliche Ansatz, eine Sprache aus ausgewählten Ausgangssprachen (sogenannten Kontrollsprachen) zu generieren, führte zu einem Vokabular und einer Grammatik, die als größter gemeinsamer Faktor aller großen europäischen Sprachen bezeichnet werden können.
Interlingua gewann eine bedeutende Sprechergemeinschaft, die vielleicht ungefähr so   groß ist wie die von Ido (deutlich kleiner als die von Esperanto). Der Erfolg von Interlingua lässt sich damit erklären, dass es aufgrund seiner naturalistischen (im Gegensatz zu schematischen) Grammatik und seines Wortschatzes die am weitesten verbreitete internationale Hilfssprache ist, sodass diejenigen, die mit einer romanischen Sprache vertraut sind, und gebildete Englischsprecher sie ohne vorheriges Studium lesen und verstehen können. Interlingua hat derzeit einige aktive Sprecher auf allen Kontinenten, und die Sprache wird von der Union Mundial pro Interlingua (UMI) propagiert, und Interlingua wird auf CDs, im Radio und im Fernsehen präsentiert.
Nach der Gründung von Interlingua ließ die Begeisterung für konstruierte Sprachen in den Jahren zwischen 1960 und 1990 allmählich nach.

### Internetzeitalter
Alle Plansprachen mit einer aktiven Sprechergemeinschaft scheinen vom Aufkommen des Internets profitiert zu haben, Esperanto mehr als die meisten anderen. Die Mailingliste CONLANG wurde 1991 gegründet; in den Anfangsjahren konzentrierte sich die Diskussion auf internationale Plansprachen. Als die Mitglieder der Liste immer mehr aus Leuten bestanden, die sich für künstlerische Sprachen und konstruierte Sprachen interessierten, und Flame-Wars zwischen Befürwortern bestimmter Plansprachen diese Mitglieder verärgerten, wurde 1997 eine separate Mailingliste AUXLANG gegründet, die seitdem das wichtigste Forum für Diskussionen über Plansprachen ist. Das Internet bietet den bestehenden Plansprachen mit Sprechergemeinschaften nicht nur die Möglichkeit, schnell online sowie langsam per Post oder, seltener, in persönlichen Treffen zu interagieren, sondern hat es auch einfacher gemacht, neue Plansprach-Projekte bekannt zu machen, und einige davon haben eine kleine Sprechergemeinschaft gewonnen, darunter Kotava (veröffentlicht 1978), Lingua Franca Nova (1998), Slovio (1999), Interslawische Sprache (2006), Pandunia (2007), Sambahsa (2007), Lingwa de Planeta (2010) und Globasa (2019).

### Zonale Plansprache
Nicht jede internationale Plansprache ist notwendigerweise für den weltweiten Gebrauch bestimmt. Eine besondere Untergruppe sind Sprachen, die geschaffen wurden, um die Kommunikation zwischen Sprechern verwandter Sprachen zu erleichtern. Das älteste bekannte Beispiel ist eine panslawische Sprache, die 1665 vom kroatischen Priester Juraj Križanić geschrieben wurde. Er nannte diese Sprache Ruski jezik („Russische Sprache“), obwohl sie in Wirklichkeit eine Mischung aus der russischen Version des Kirchenslawischen, seinem eigenen südtschakawischen Dialekt des Serbokroatische Sprache und in geringerem Maße Polnisch war.
Die meisten zonalen Plansprachen entstanden während der Zeit des Nationalromantik am Ende des 19. Jahrhunderts, einige auch später. Besonders zahlreich sind die panslawischen Sprachprojekte. Es gab jedoch auch ähnliche Bemühungen, Dachsprachen für andere Sprachfamilien zu schaffen: Tutonisch (1902), Folkspraak (1995) und andere pangermanische Sprachen für die Germanischen Sprachen, Romanid (1956) und mehrere andere panromanische Sprachen für die Romanischen Sprachen und Afrihili (1973) für den afrikanischen Kontinent.
Ein bemerkenswertes modernes Beispiel ist die Interslawische Sprache, ein Projekt, das 2006 zunächst unter dem Namen Slovianski veröffentlicht und 2011 nach der Fusion mehrerer anderer Projekte in seiner aktuellen Form gegründet wurde. Im Jahr 2012 soll es mehrere hundert Benutzer gehabt haben.

## Wissenschaftliche Studien
Bereits zu Beginn des 20. Jahrhunderts wurden Plansprachen Gegenstand akademischer Studien. L. Couturat et al. beschrieben die Kontroverse im Vorwort zu ihrem Buch International Language and Science:

“The question of a so-called world-language, or better expressed, an international auxiliary language, was during the now past Volapük period, and is still in the present Esperanto movement, so much in the hands of Utopians, fanatics and enthusiasts, that it is difficult to form an unbiased opinion concerning it, although a good idea lies at its basis.”

„Die Frage einer sogenannten Weltsprache, oder besser ausgedrückt, einer internationalen Hilfssprache, war während der nun vergangenen Volapük-Zeit und ist auch in der gegenwärtigen Esperanto-Bewegung so sehr in den Händen von Utopisten, Fanatikern und Enthusiasten, dass es schwierig ist, sich darüber eine unvoreingenommene Meinung zu bilden, obwohl ihr eine gute Idee zugrunde liegt.“

Leopold Pfaundler schrieb, dass für eine effektivere Kommunikation zwischen Wissenschaftlern ein IAL erforderlich sei: „All who are occupied with the reading or writing of scientific literature have assuredly very often felt the want of a common scientific language, and regretted the great loss of time and trouble caused by the multiplicity of languages employed in scientific literature.“
Couturat et al. sind der Ansicht, Volapükisten und Esperantisten hätten den linguistischen Aspekt der Frage mit zahlreichen Nebenaspekten vermischt, und sie hielten dies für einen Hauptgrund, warum die Diskussion über die Idee einer internationalen Hilfssprache unpraktisch erschien.
Einige Zeitgenossen von Couturat, insbesondere Edward Sapir sah die Herausforderung einer Plansprache nicht so sehr darin, eine deskriptive sprachliche Antwort (von Grammatik und Wortschatz) auf globale Kommunikationsprobleme zu finden, sondern vielmehr darin, die Idee einer sprachlichen Plattform für dauerhafte internationale Verständigung zu fördern. Obwohl das Interesse der Wissenschaftler und insbesondere der Linguisten im Laufe des 20. Jahrhunderts stark abnahm, bestehen solche Unterschiede in der Herangehensweise bis heute fort. Einige Wissenschaftler und interessierte Laien machen konkrete Sprachvorschläge. Im Gegensatz dazu stellen Mario Pei und andere das umfassendere gesellschaftliche Problem an die erste Stelle. Wieder andere plädieren für eine bestimmte Sprache und versuchen gleichzeitig, deren soziale Integration herzustellen.

## Schriftsysteme
Während die meisten IALs die lateinische Schrift verwenden, bieten einige auch eine Alternative in kyrillischer Schrift an.

### Lateinische Schrift
Die überwiegende Mehrheit der IALs verwendet die lateinische Schrift. Einige Laute, z. B. /n/, /m/, /t/, /f/, werden mit demselben Buchstaben wie in IPA geschrieben.
Einige Konsonantenlaute, die in mehreren IAL-Alphabeten in lateinischer Schrift vorkommen, werden in IPA nicht durch einen ISO 646-Buchstaben dargestellt. Drei haben in IPA einen einzelnen Buchstaben, einer hat eine weit verbreitete Alternative aus ISO 646:
- /ʃ/ (U+0283, IPA 134)
- /ʒ/ (U+0292, IPA 135)
- /ɡ/ (U+0261, IPA 110, einstöckiges g) = g (U+0067, zweistöckiges g)

Vier davon sind Affrikaten, die in IPA jeweils durch zwei Buchstaben und einen Kombinationsmarker dargestellt werden. Sie werden oft zerlegt geschrieben:
- /t͡s/ = /ts/
- /t͡ʃ/ = /tʃ/; Hinweis: Polnisch unterscheidet zwischen ihnen
- /d͡z/ = /dz/
- /d͡ʒ/ = /dʒ/

Das bedeutet, dass zwei Laute, die in IPA ein Zeichen sind und nicht ISO 646 sind, auch in ISO 646 keine gemeinsame Alternative haben: ʃ, ʒ.
| ISO 639-3 code | Name                   | Nicht-ISO 646-Buchstaben | Diakritika            | Multigraphen                               | Laute, die in IPA durch ISO 646-Buchstaben beschrieben werden, werden durch unterschiedliche Buchstaben beschrieben. | Laute, die in IPA durch andere Buchstaben als ISO 646 beschrieben werden, werden durch andere Buchstaben beschrieben. |
| -------------- | ---------------------- | ------------------------ | --------------------- | ------------------------------------------ | --- | --- |
| vol            | Volapük                | Ja (ꞛ, ꞝ, ꞟ)             | Ja (ä, ö, ü)          | Nein                                       | Ja (x /ks/, z /ts~dz/)                                                                                               | Ja (c /tʃ~dʒ/, j /ʃ~ʒ/)                                                                                               |
| lfn            | Lingua Franca Nova     | Nein                     | Nein                  | Nein                                       | Ja (c /k/) | Ja (j /ʒ/, x /ʃ/) |
| rmv            | Romanova alphabet      | Nein                     | Nein                  | Nein                                       | Ja (c /k/) | Ja (j /ʃ/) |
| ina            | Interlingua            | Nein                     | Nein                  | Ja (ch /ʃ/ or /k/ or /tʃ/, qu /kw/ or /k/) | Ja (c /k/) | Ja (g /ʒ/, j /ʒ/) |
| ido            | Ido                    | Nein                     | Nein                  | Ja (ch /tʃ/, qu /kw/, sh /ʃ/)              | Ja (c /ts/, q /k/, x /ks/ or /ɡz/)                                                                                   | Ja (j /ʒ/, sh /ʃ/) |
| nov            | Novial                 | Nein                     | Nein                  | Ja (ch /tʃ/, sh /ʃ/, y /j/)                | Ja (q /k/, x /ks/)                                                                                                   | Ja (j /ʒ/, sh /ʃ/) |
| igs            | Interglossa            | Nein                     | Nein                  | Ja (ph /f/, th /t/, ch /k/, rh /r/)        | Ja (c /k/, q /k/, x /ks/, z /ts/)                                                                                    | Nein |
| avk            | Kotava                 | Nein                     | Nein                  | Nein                                       | Ja (y /j/) | Ja (c /ʃ/, j /ʒ/) |
| epo            | Esperanto              | Nein                     | Ja (ĉ, ĝ, ĥ, ĵ, ŝ, ŭ) | Nein                                       | Ja (c /ts/) | Nein |
| –              | Mundolinco             | Nein                     | Nein                  | Nein                                       | Ja (c /k/) | Nein |
| –              | Glosa                  | Nein                     | Nein                  | Ja (sc /ʃ/)                                | Ja (q /kw/, x /ks/)                                                                                                  | Ja (c /tʃ/, sc /ʃ/)                                                                                                   |
| –              | Sambahsa               | Nein                     | Nein                  | Ja (ch /tʃ/, sch /ʃ/, and more)            | Ja (y, as a semi-vowel /j/, x /ks, gz/, and more)                                                                    | Ja (j /ʒ/, ch /tʃ/, sh /ʃ/, sh /ç/, and more)                                                                         |
| –              | Idiom Neutral          | Nein                     | Nein                  | Ja (sh /ʃ/)                                | Ja (y /j/) | Ja (c /tʃ/, j /ʒ/, sh /ʃ/)                                                                                            |
| –              | Lingwa de planeta      | Nein                     | Nein                  | Ja (ch /tʃ/, sh /ʃ/)                       | Ja (x /gz/, z /dz/)                                                                                                  | Ja (c in ch /tʃ/, j /dʒ/)                                                                                             |
| ile            | Interlingue            | Nein                     | Nein                  | Ja                                         | | |
| -              | Latino sine flexione   | Nein                     | Nein                  | Ja                                         | | |
| isv            | Interslawische Sprache | Nein                     | Ja (č, ě, š, ž)       | Ja (dž, but similar to or same as d+ž)     | Ja (c /ts/, y /i ~ ɪ/)                                                                                               | Ja (č /tʃ/, š /ʃ/, ž /ʒ/)                                                                                             |
| –              | Uropi                  | Ja (ʒ /ʒ/)               | Nein                  | Nein                                       | Nein | Ja (c /ʃ/) |

## Klassifikation
Die folgende Klassifikation der Plansprachen wurde 1993 von Pierre Janton entwickelt:
- Apriori-Sprachen (Konstruierte Sprachen) zeichnen sich durch weitgehend künstliche Morpheme (nicht aus natürlichen Sprachen entlehnt), schematische Ableitung, einfache Phonologie, Grammatik und Morphologie aus. Einige Apriori-Sprachen werden Philosophische Sprachen genannt, was auf ihre Grundlage in philosophischen Ideen über Denken und Sprache hinweist. Dazu gehören einige der frühesten Versuche einer Hilfssprache im 17. Jahrhundert. Einige spezifischere Unterkategorien:
  - Taxonomische Sprachen bilden ihre Wörter unter Verwendung einer taxonomischen Hierarchie, wobei jedes Phonem eines Wortes dabei hilft, dessen Position in einer Art semantischer Hierarchie festzulegen; zum Beispiel „Solresol“.
  - Pasigrafien sind reine Schriftsprachen ohne gesprochene Form oder mit einer gesprochenen Form, die dem Ermessen des Lesers überlassen ist. Viele der philosophischen Sprachen und Hilfssprachen des 17. und 18. Jahrhunderts waren Pasigraphien. Dieser Satz überschneidet sich historisch tendenziell mit taxonomischen Sprachen, obwohl es keinen inhärenten Grund gibt, warum eine Pasigraphie taxonomisch sein muss.
- A posteriori-Sprachen basieren auf existierenden natürlichen Sprachen. Fast alle Hilfssprachen mit fließenden Sprechern fallen in diese Kategorie.[38] Die meisten der A posteriori-Plansprachen leihen ihren Wortschatz hauptsächlich oder ausschließlich aus europäischen Sprachen und basieren ihre Grammatik mehr oder weniger auf europäischen Modellen. Manchmal werden diese auf Europa basierenden Sprachen als „Euroklone“ bezeichnet, obwohl dieser Begriff negativ konnotiert ist und in der wissenschaftlichen Literatur nicht verwendet wird. Interlingua wurde ursprünglich aus dem international scientific vocabulary entnommen, das wiederum hauptsächlich auf griechischen und lateinischen Wurzeln basierte.[39] Glosa tat dasselbe, wobei er sich stärker auf griechische Wurzeln stützte. Obwohl A posteriori-Sprachen auf den meisten Familien europäischer Sprachen basieren, basieren die erfolgreichsten davon (insbesondere Esperanto,[8] Ido und Interlingua) größtenteils auf romanischen Elementen.
  - Schematische (oder „gemischte“) Sprachen haben einige A priori-Eigenschaften. Manche haben ethnische Morpheme, verändern sie aber erheblich, um sie einem vereinfachten phonotaktischen Muster anzupassen (z. B. Volapük), oder sie haben sowohl künstliche als auch natürliche Morpheme (z. B. Perio). Teilweise schematische Sprachen haben teilweise schematische und teilweise naturalistische Ableitungen (z. B. Esperanto und Ido). Natürliche Morpheme von Sprachen dieser Gruppe werden selten stark von ihrer Form in der Ausgangssprache abgeändert, aber zusammengesetzte und abgeleitete Wörter sind für Menschen, die mit den Ausgangssprachen vertraut sind, im Allgemeinen auf den ersten Blick nicht erkennbar.
  - Naturalistische Sprachen ähneln bestehenden natürlichen Sprachen. Beispielsweise Interlingue, Interlingua und Lingua Franca Nova wurden so entwickelt, dass nicht nur die Wortwurzeln, sondern auch deren Verbindungen und Ableitungen von vielen Menschen sofort erkannt werden. Einige naturalistische Sprachen verfügen über eine begrenzte Anzahl künstlicher Morpheme oder erfundener grammatikalischer Hilfsmittel (z. B. Novial).
  - Vereinfachte oder kontrollierte Versionen natürlicher Sprachen reduzieren den Gesamtumfang des Wortschatzes und regularisieren teilweise die Grammatik einer natürlichen Sprache (z. B. Basic English und Special English).

### Vergleich von Mustertexten
Nachfolgend werden einige Beispiele der bekanntesten internationalen Plansprachen zu Vergleichszwecken am Beispiel des Vaterunser (einem zentralen christlichen Gebet, dessen übersetzter Text regelmäßig für sprachliche Vergleiche verwendet wird) aufgeführt.
Als Vergleichsreferenz finden sich hier die lateinische, englische, französische und spanische Version:

#### Natürliche Sprachen
| Latein | Englisch (KJV) | Französisch | Spanisch |
| --- | --- | --- | --- |
| Pater noster, qui es in cælis, sanctificetur nomen tuum. Adveniat regnum tuum. Fiat voluntas tua, sicut in cælo, et in terra. Panem nostrum quotidianum da nobis hodie, et dimitte nobis debita nostra, sicut et nos dimittimus debitoribus nostris. Et ne nos inducas in tentationem, sed libera nos a malo. Amen. | Our Father, who art in heaven, hallowed be thy name; thy kingdom come, thy will be done. on earth, as it is in heaven. Give us this day our daily bread; and forgive us our debts as we have forgiven our debtors. And lead us not into temptation, but deliver us from evil. Amen. | Notre Père, qui es aux cieux, que ton nom soit sanctifié, que ton règne vienne, que ta volonté soit faite sur la terre comme au ciel. Donne-nous aujourd’hui notre pain de ce jour. Pardonne-nous nos offenses, comme nous pardonnons aussi à ceux qui nous ont offensés. Et ne nous laisse pas entrer en tentation mais délivre-nous du Mal. Amen. | Padre nuestro, que estás en los cielos, santificado sea tu nombre; venga a nosotros tu reino; hágase tu voluntad así en la Tierra como en el cielo. El pan nuestro de cada día dánosle hoy; y perdónanos nuestras deudas así como nosotros perdonamos a nuestros deudores; no nos dejes caer en la tentación, mas líbranos del mal. Amén. |

#### Schematische Sprachen
| Esperanto | Ido | Idiom Neutral | Novial |
| --- | --- | --- | --- |
| Patro Nia, kiu estas en la ĉielo, via nomo estu sanktigita. Venu via regno, plenumiĝu via volo, kiel en la ĉielo, tiel ankaŭ sur la tero. Nian panon ĉiutagan donu al ni hodiaŭ. Kaj pardonu al ni niajn ŝuldojn, kiel ankaŭ ni pardonas al niaj ŝuldantoj. Kaj ne konduku nin en tenton, sed liberigu nin de la malbono. Amen. | Patro nia, qua esas en la cielo, tua nomo santigesez; tua regno advenez; tua volo facesez quale en la cielo, tale anke sur la tero. Donez a ni cadie l'omnadiala pano, e pardonez a ni nia ofensi, quale anke ni pardonas a nia ofensanti, e ne duktez ni aden la tento, ma liberigez ni del malajo. Amen. | Nostr patr kel es in sieli! Ke votr nom es sanktifiked; ke votr regnia veni; ke votr volu es fasied, kuale in siel, tale et su ter. Dona sidiurne a noi nostr pan omnidiurnik; e pardona a noi nostr debti, kuale et noi pardon a nostr debtatori; e no induka noi in tentasion, ma librifika noi da it mal. Amen. | Nusen Patre, kel es in siele, mey vun nome bli sanktifika, mey vun regno veni; mey on fa vun volio kom in siele anke sur tere. Dona a nus dissidi li omnidiali pane, e pardona a nus nusen ofensos, kom anke nus pardona a nusen ofensantes, e non dukte nus en tentatione, ma liberisa nus fro malu. Amen. |

#### Naturalistische Sprachen
| Latino sine flexione | Interlingue | Interlingua | Lingua Franca Nova |
| --- | --- | --- | --- |
| Patre nostro, qui es in caelos, que tuo nomine fi sanctificato; que tuo regno adveni; que tuo voluntate es facto sicut in celo et in terra. Da hodie ad nos nostro pane quotidiano, et remitte ad nos nostro debitos, sicut et nos remitte ad nostro debitores. Et non induce nos in tentatione, sed libera nos ab malo. Amen. | Patre nor, qui es in li cieles, mey tui nómine esser sanctificat, mey tui regnia venir, mey tui vole esser fat, qualmen in li cieles talmen anc sur li terre. Da nos hodie nor pan omnidial, e pardona nor débites, qualmen anc noi pardona nor debitores. E ne inducte nos in tentation, ma libera nos de lu mal. Amen. | Patre nostre, qui es in le celos, que tu nomine sia sanctificate; que tu regno veni; que tu voluntate sia facite como in le celo, etiam super le terra. Da nos hodie nostre pan quotidian, e pardona a nos nostre debitas como etiam nos los pardona a nostre debitores. E non induce nos in tentation, sed libera nos del mal. Amen. | Nosa Padre, ci es en la sielo, ta ce tua nom es santida; ta ce tua rena veni; ta ce tua vole es fada, sur tera como en sielo. Dona nosa pan dial a nos, e pardona nosa detas como nos pardona nosa detores. E no indui nos en tenta, ma libri nos de mal. Amen. |

#### Weitere Beispiele
| Volapük | Glosa | Kotava | Toki Pona |
| --- | --- | --- | --- |
| O Fat obas, kel binol in süls, paisaludomöz nem ola! Kömomöd monargän ola! Jenomöz vil olik, äs in sül, i su tal! Bodi obsik vädeliki givolös obes adelo! E pardolös obes debis obsik, äs id obs aipardobs debeles obas. E no obis nindukolös in tentadi; sod aidalivolös obis de bad. Jenosöd! | Na patri in urani: na volu; tu nomina gene honora, tu krati veni e tu tende gene akti epi geo homo in urani. Place don a na nu-di na di-pani e tu pardo na plu Mali akti; metri na pardo mu; qi akti Mali a na. E ne direkti na a u proba; sed libe na ab Mali. Amen. | Minaf Gadik dan koe kelt til, Rinaf yolt zo tutumtar, Rinafa gazara pir, Rinafa baltanira zo askir moe tawava dum koe kelt. Va vielaf beg pu min batvielon zilil! Va minafa kantara se ixel dum pu tel va min al ixes dere ixet! Ise van zoenilu va min me levplekul, Volse sol rote va min tunuyal! Amen | mama pi mi mute o, sina lon sewi kon. nimi sina li sewi. ma sina o kama. jan o pali e wile sina lon sewi kon en lon ma. o pana e moku pi tenpo suno ni tawa mi mute. o weka e pali ike mi. sama la mi weka e pali ike pi jan ante. o lawa ala e mi tawa ike. o lawa e mi tan ike. Amen. |

## Methoden der Verbreitung
Wie bereits erwähnt, geht es bei der Frage einer internationalen Sprache nicht so sehr darum, welche, sondern wie. Es gibt mehrere Ansätze für die letztendliche vollständige Verbreitung und Festigung einer internationalen Plansprache.
1. Laissez-faire: Dieser Ansatz basiert auf der Annahme, dass sich eine Sprache letztendlich und unweigerlich als Plansprache in der Welt durchsetzen wird (z. B. internationales Englisch), ohne dass besondere Maßnahmen erforderlich sind.
2. Institutionelle Förderung und Basisförderung von Sprachprogrammen. Dieser Ansatz hat je nach Sprache und Sprachtyp verschiedene Formen angenommen, von staatlicher Förderung einer bestimmten Sprache über individuelle Ermutigung zum Erlernen der Sprache bis hin zu Lehr- oder Marketingprogrammen.
3. Nationale Gesetzgebung. Dieser Ansatz zielt darauf ab, dass einzelne Länder (oder sogar Kommunen) eine bestimmte Sprache schrittweise als Amtssprache anerkennen (oder das Konzept der internationalen Gesetzgebung fördern).
4. Internationale Gesetzgebung. Dieser Ansatz beinhaltet die Förderung der Abhaltung eines künftigen bindenden internationalen Übereinkommens (möglicherweise unter der Schirmherrschaft internationaler Organisationen wie der United Nations oder der Inter-Parliamentary Union), um sich formell auf eine offizielle internationale Hilfssprache zu einigen, die dann in allen Schulen weltweit ab der Grundschule unterrichtet werden soll. Mit diesem Ansatz, einem offiziellen Grundsatz des Baháʼí Faith, soll eine Kombination aus internationaler Meinung, linguistischem Sachverstand und Recht hinter eine auszuwählende Sprache gestellt und sie so zu einer vollwertigen offiziellen Weltsprache ausgebaut oder gefestigt werden, die zusätzlich zu den lokalen Sprachen verwendet werden kann.[41] Dieser Ansatz könnte entweder einer natürlichen Sprache mehr Glaubwürdigkeit verleihen, die diesen Zweck bereits bis zu einem gewissen Grad erfüllt (z. B. wenn Englisch gewählt würde) oder einer konstruierten Sprache eine erheblich größere Chance geben, Fuß zu fassen. Insbesondere bei Plansprachen wurde dieser Ansatz von verschiedenen Mitgliedern der IAL-Bewegung als die vielversprechendste Methode angesehen, um sicherzustellen, dass die Förderung des Studiums dieser Sprache bei den angehenden Lernenden nicht auf Skepsis hinsichtlich ihrer Praktikabilität stößt.

## Bildsprachen
Es gab eine Reihe von Vorschlägen für die Verwendung von Bildern, Ideogramme, Diagrammen und anderen bildlichen Darstellungen für die internationale Kommunikation. Beispiele reichen von der ursprünglichen Universalsprache, die der Philosoph Leibniz im 17. Jahrhundert vorschlug, über Vorschläge zur Übernahme der chinesischen Schrift bis hin zu neueren Erfindungen wie dem Bliss-Symbol, das erstmals 1949 veröffentlicht wurde.
Innerhalb der wissenschaftlichen Gemeinschaft besteht bereits weitgehende Übereinstimmung hinsichtlich der Schemata, die zur Darstellung elektronischer Schaltkreise, chemischer Symbole, mathematische Symbole und der Energiesystemsprache der Systemökologie verwendet werden. Wir können auch die internationalen Bemühungen beobachten, Symbole zu regulieren, die zur Verkehrsregelung, zur Kennzeichnung von Ressourcen für Touristen und in Karten verwendet werden. Einige Symbole sind durch ihre durchgängige Verwendung in Computern und im Internet nahezu universell geworden.

## Gebärdensprachen
Gehörlose, die sich regelmäßig in internationalen Foren wie Sportveranstaltungen oder politischen Organisationen treffen, haben eine internationale Hilfsgebärdensprache entwickelt. Diese Sprache, die früher als Gestuno bezeichnet wurde, heute aber allgemein besser als ‚Internationale Gebärdensprache‘ bekannt ist, hat sich seit der Standardisierung der ersten Gebärden im Jahr 1973 weiterentwickelt und ist heute weit verbreitet. Internationale Gebärden unterscheiden sich in vielerlei Hinsicht von gesprochenen IALs; viele Gebärden sind ikonisch und die Gebärdennutzer neigen dazu, diese Gebärden in die Grammatik ihrer eigenen Gebärdensprache einzufügen, wobei der Schwerpunkt auf visuell intuitiven Gesten und Mimik liegt. Die indigenen Völker Amerikas verwendeten eine einfache Gebärdensprache namens Plains Indian Sign Language.
Gestuno ist nicht zu verwechseln mit der separaten und nicht verwandten Gebärdensprache Signuno, die im Wesentlichen ein Signed Exact Esperanto in Gebärdensprache ist. Signuno wird nicht in großem Umfang verwendet und basiert eher auf der Esperanto-Gemeinschaft als auf der internationalen Gehörlosengemeinschaft.

## Kritik
Es gibt erhebliche Kritik an den internationalen Hilfssprachen, sowohl hinsichtlich einzelner Vorschläge, Vorschlagstypen als auch allgemeiner.
Viel Kritik richtete sich entweder gegen die Künstlichkeit internationaler Plansprachen oder gegen die Argumentationsfreudigkeit ihrer Befürworter und ihre Unfähigkeit, sich auf eine Sprache oder nicht einmal auf objektive Kriterien für ihre Beurteilung zu einigen. Der am weitesten verbreitete Kritikpunkt ist jedoch, dass eine konstruierte Plansprache unnötig sei, da natürliche Sprachen wie Englisch bereits weit verbreitet als Plansprachen verwendet würden.
Ein bereits im späten 19. Jahrhundert weit verbreiteter und auch heute noch zu hörender Kritikpunkt ist, dass eine internationale Sprache das Aussterben von Minderheitensprachen beschleunigen könnte.
Obwohl sie als internationale Sprachen bezeichnet werden, wurden die meisten dieser Sprachen historisch auf der Grundlage westeuropäischen Sprachen konstruiert. Esperanto und andere Sprachen wie Interlingua und Ido wurden dafür kritisiert, zu europäisch und nicht global genug zu sein. Der Begriff „Euroklon“ wurde geprägt, um solche Sprachen im Gegensatz zu „Weltsprachen“ mit globalen Vokabelquellen zu bezeichnen.